# Устрицы по-рокфеллеровски

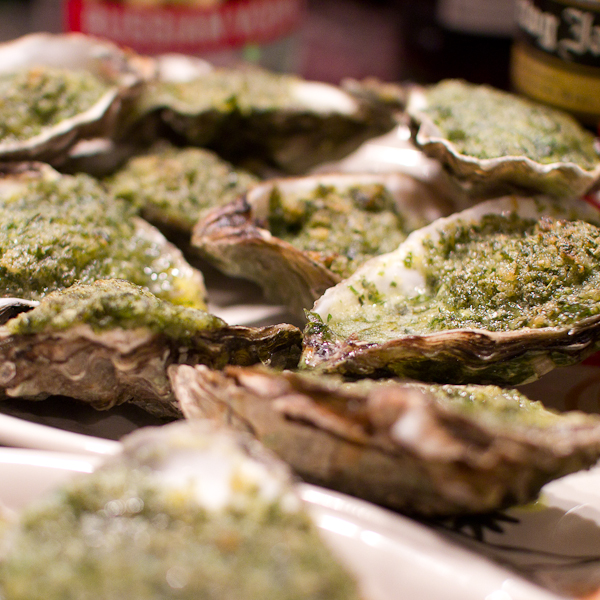
Устрицы по-рокфеллеровски

Устрицы по-рокфеллеровски, устрицы Рокфеллер (англ. oysters Rockefeller, фр. huitres en coquilles à la Rockefeller) — горячее закусочное блюдо луизианской креольской кухни родом из Нового Орлеана, по некоторым оценкам, является великим вкладом американской кухни в высокую кухню. Устриц запекают в половинках створок на подушке из каменной соли под зелёным соусом.
Устрицы по-рокфеллеровски появились в 1889 году, автором блюда считается владелец ресторана Antoine’s во Французском квартале Жюль Альчиаторе, сын его основателя Антуана. Он столкнулся с дефицитом улиток из Франции и решил заменить их в эскарго имевшимися в изобилии местными устрицами. Фамилия Рокфеллер в названии блюда была призвана подчеркнуть его богатый вкус и помочь лучше его запомнить. В ресторане Antoine’s утверждают, что блюдо было названо в честь Джона Д. Рокфеллера, в то время самого богатого человека на Земле, хотя он сам никогда не бывал в Antoine’s. Устрицами по-рокфеллеровски, ставшими фирменным блюдом Antoine’s, Жюль Альчиаторе положил начало целому кулинарному жанру запекания устриц на половинках створок под соусом, к которому в частности относятся созданные на рубеже 1930—1940-х годов устрицы Бьенвиль.
Для приготовления блюда согласно оригинальному рецепту, доставшемуся наследнику Альчиаторе шеф-повару Рою Густу, устриц кратко пошируют в собственном соку с солью и отделяют от створки вместе с соком. Соус по-рокфеллеровски готовят на сливочном масле с мукой, устричным соком и рублеными зелёным луком, сельдереем и петрушкой и приправляют томатной пастой, уксусом, сахаром и кайенским перцем. Соус варят на медленном огне более часа, в конце в него добавляют хлебную крошку. Устриц под соусом подрумянивают в духовом шкафу на индивидуальных жароупорных блюдах по шесть штук на порцию. Точный рецепт Альчиаторе держат в секрете. Поздние рецепты соуса по-рокфеллеровски включают также шпинат и анис, а также вустерский соус и анисовые ликёры Herbsaint или Pernod. Устрицы по-рокфеллеровски вскоре после появления были представлены в меню нью-йоркского ресторана Delmonico's его шеф-поваром Чарльзом Рэнхофером. Привкус элитарности блюду обеспечил в Нью-Йорке постоянный клиент ресторана, финансист и филантроп «Бриллиантовый Джим» Брейди, съедавший за один присест по бушелю (около сотни устриц): зелёный цвет шпината ассоциировался с зелёной краской на долларовых банкнотах. Успех устриц по-рокфеллеровски повлёк дальнейшие кулинарные импровизации в Новом Орлеане, самой заметной из которых стал суп по-рокфеллеровски, созданный в 1980-е годы в ресторане Brigtsen´s.